# 高井研一郎
高井研一郎（1937年7月18日—2016年11月14日），日本男性漫畫家。代表作是小學館長期連載的《小職員週記》（原作：林律雄）。

## 生平
高井研一郎出身於長崎縣佐世保市。從小因父親在上海租界開書店，所以高井他的幼年生活是在上海渡過。
之後投稿漫畫至《漫畫少年》，而認識石森章太郎和赤塚不二夫等人。並與同輩松本晟（後筆名松本零士）共同成立東日本漫畫研究會九州分部。
高中畢業後，高井前往東京發展，但未與赤塚等人約好一起住進常盤莊，而是選擇與水野英子入居。
1956年於漫畫雜誌《少女》發表在漫畫業界出道。之後他在手塚治虫的門下當過助手。另外在幫助赤塚不二夫處理份內的工作期間，主要在青年漫畫發表滑稽劇為題材的漫畫創作。1986年，開始在小學館青年漫畫雜誌《Big Comic》連載以上班族、人情劇為題材的《小職員週記》。
高井的興趣是變魔術。居住和工作地點在東京都調布市。
2016年11月14日，高井因肺氣腫併發肺炎在調布市的醫院去世，享壽79歲。
另外，在病故之前因為身體不適需要住院和未備份原稿下，《小職員週記》的原作者林律雄於同年11月10日發行的《Big Comic》第22號（2016年11月25日號）在第731話「談義」的後記表示連載30年在此劃下句點。逝後，在次號（23號，11月25日發行）發表高井的追悼文。
2017年1月23日，高井獲得第62屆「小學館漫畫獎」（審査委員特別獎）。並於同年，《小職員週記》獲得第20屆日本新媒體動漫藝術節漫畫部門優秀獎。

## 作品列表
※部分作品日文直譯。
- 小職員週記（原作：林律雄，《Big Comic》，小學館）尖端出版
- 壁際荷物社員社取物語小池（原作：林律雄）
- 上海樂園（原作：林律雄，小學館）－短篇集。
- 高爾夫織部金次郎（日语：プロゴルファー織部金次郎）（原作：武田鐵矢，《Big Comic Superior》，小學館）
- 男（原作：山田洋次、腳色：林律雄）－松竹電影作品的漫畫版。
- 新米秘書VS無理難題社長持駿吉（原作：淺野拓）
- （原作：淺野拓）
- （原作：中原誠）
- （原作：中原誠）
- 高爾夫球手獏（原作：山崎十三，《週刊Par-golf（日语：週刊パーゴルフ）》，株式會社Par-golf）
- 弁護士代理人（原作：山崎司平、淺野拓）
- 屋（原作：中原誠）
- 警部補花事件簿（原作：淺野拓）
- 平成商店街警部補花嫁愛（原作：淺野拓）
- （原作：面家哲郎）
- 丁道商店街（原作：中原誠）
- 愛（原作：山崎十三）
- 鳥止木（原作：山崎十三）
- 君（於《日刊現代（日语：日刊ゲンダ）》連載的4格漫畫）
- 桂三枝上方落語～（原作：桂三枝（今名六代桂文枝（日语：桂文枝 (6代目)）），《Comic YASHIMOTO（日语：コミックヨシモト）》）
- 百年食堂（回憶食堂系列，少年畫報社）

## 外部連結
- （日語）
- LiveStyle 高井研一郎 （日語）[]